# Estación de São Mamede de Infesta
La Estación Ferroviaria de São Mamede de Infesta es una plataforma ferroviaria de la Línea de Leixões, que sirve a la localidad de São Mamede de Infesta, en el ayuntamiento de Matosinhos, en Portugal; no tiene servicios de pasajeros desde el 1 de febrero de 2011, fecha en que todos los servicios de este tipo fueron suspendidos en la Línea de Leixões.

## Características
En 2010, presentaba dos vías de circulación, ambas con 513 metros de longitud; las dos plataformas tienen 68 y 70 metros de extensión, y 70 centímetros de altura.
Se encuentra junto a la Calle de la Estación, en la localidad de São Mamede de Infesta.

## Historia
Todos los servicios de pasajeros en la Línea de Leixões fueron suspendidos el 1 de febrero de 2011, debido al reducido número de pasajeros.